# Distretto di Pampas Chico
Il distretto di Pampas Chico è un distretto del Perù nella provincia di Recuay (regione di Ancash) con 1.618 abitanti al censimento 2007 dei quali 824 urbani e 794 rurali.
È stato istituito il 31 ottobre 1941.